# I cavalieri moderni
I cavalieri moderni è un film muto italiano del 1915 diretto da Ivo Illuminati.